# Rubrisciurus rubriventer
Rubrisciurus rubriventer — вид мишоподібних гризунів з родини вивіркових. Донедавна її описували як вид роду Callosciurus, але з 1990-х років її зазвичай відносять до окремого роду Rubrisciurus. Вона є ендеміком індонезійського острова Сулавесі, де вона широко розповсюджена. Також її знайшли на острові Сангір на північ від Сулавесі. Маючи довжину 25–30 см (голова й тулуб), вона досить велика вивірка.

## Спосіб життя
Зустрічається в первинних тропічних лісах низовин та гір до висоти 1512 метрів. R. rubriventer веде денний спосіб життя і, як і більшість вивірок, харчується переважно рослинами, особливо фруктами та насінням, а також комахами. Їхня міцна будова черепа вказує на те, що вони також можуть відкривати тверді горіхи та насіння. Ці тварини зазвичай живуть прихованим і тихим життям, часто їх виявляють лише за гучним гризінням твердих плодів Pangium edule. Вони харчуються переважно в нижньому полозі лісу, у підліску та на землі, і ніколи не на високих деревах.

## Характеристики
R. rubriventer досягає довжини голови й тулуба приблизно від 25 до 30,5 сантиметра та ваги від 500 до 860 грамів, що робить її найбільшою вивіркою на острові Сулавесі. Хвіст досягає довжини лише від 18 до 25,5 сантиметра. Спина та голова коричневі з чіткою плямистістю піщано-коричневих, червонувато-коричневих та чорних плям. Нижня частина тіла світло-червонувато-коричнева, звідси забарвлення поширюється на ноги та червонувато-коричневий хвіст. На плечах забарвлення нижньої частини тіла переходить у темніший каштаново-коричневий. Вуха мають чіткі, блискучі чорні пучки волосся. Очі оточені піщано-коричневим кільцем. Забарвлення молодих особин схоже на забарвлення дорослих, але більш приглушене, себто менш виразне.

## Загрози й охорона
Це вразливий вид. Загрозами є вирубки лісів на острові Сулавесі, особливо в низовинах, а також прямі, хоча й рідкісні, полювання (задля їжі) на цих тварин. Відомі записи свідчать про те, що вид зустрічається в національних парках Лоре Лінду, національних парках Богані Нані та в захисному лісі гори Меконгга. Вид може займати кілька інших природоохоронних територій у межах ареалу. Спеціальних заходів щодо збереження цього виду немає.